# Brocchinia reducta
Brocchinia reducta är en gräsväxtart som beskrevs av John Gilbert Baker. Brocchinia reducta ingår i släktet Brocchinia och familjen Bromeliaceae. Inga underarter finns listade i Catalogue of Life.

## Bildgalleri

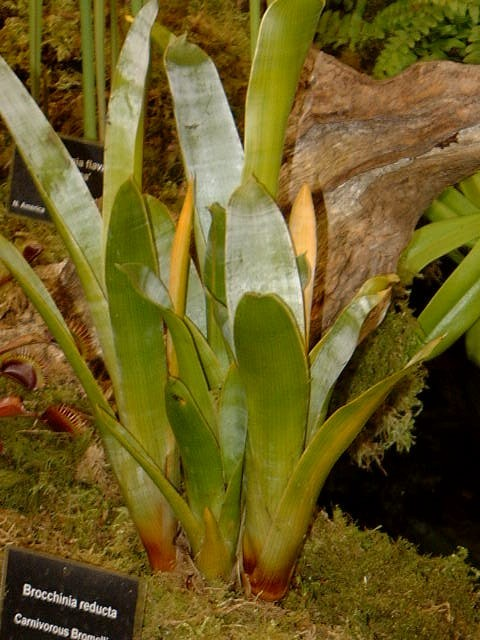
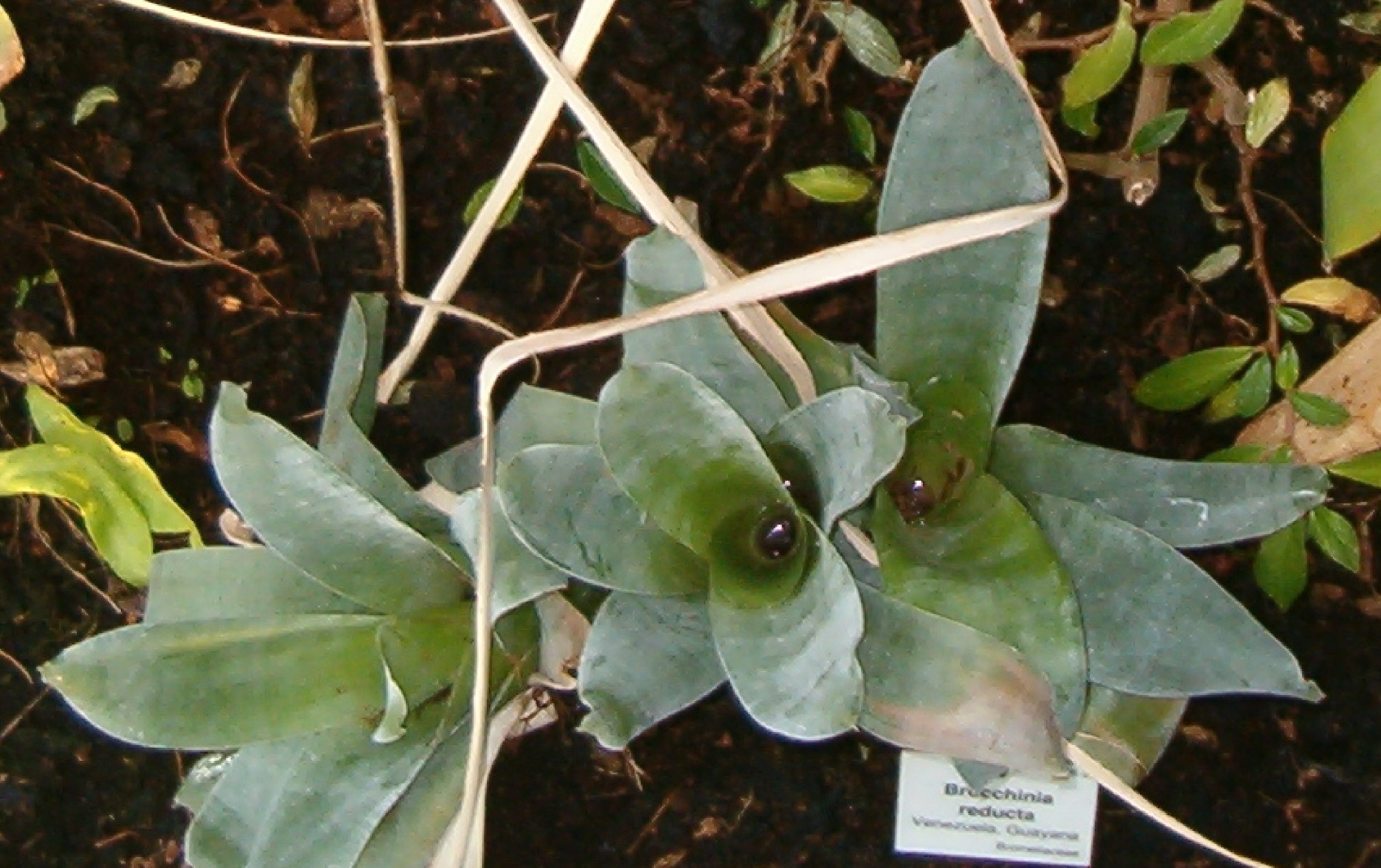
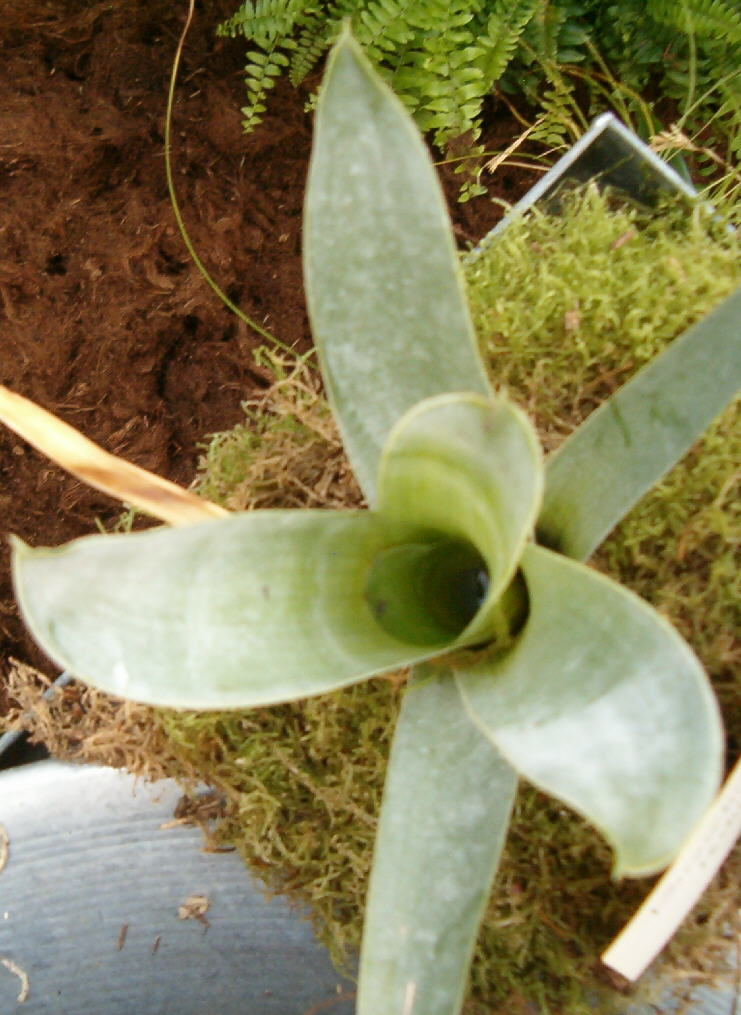
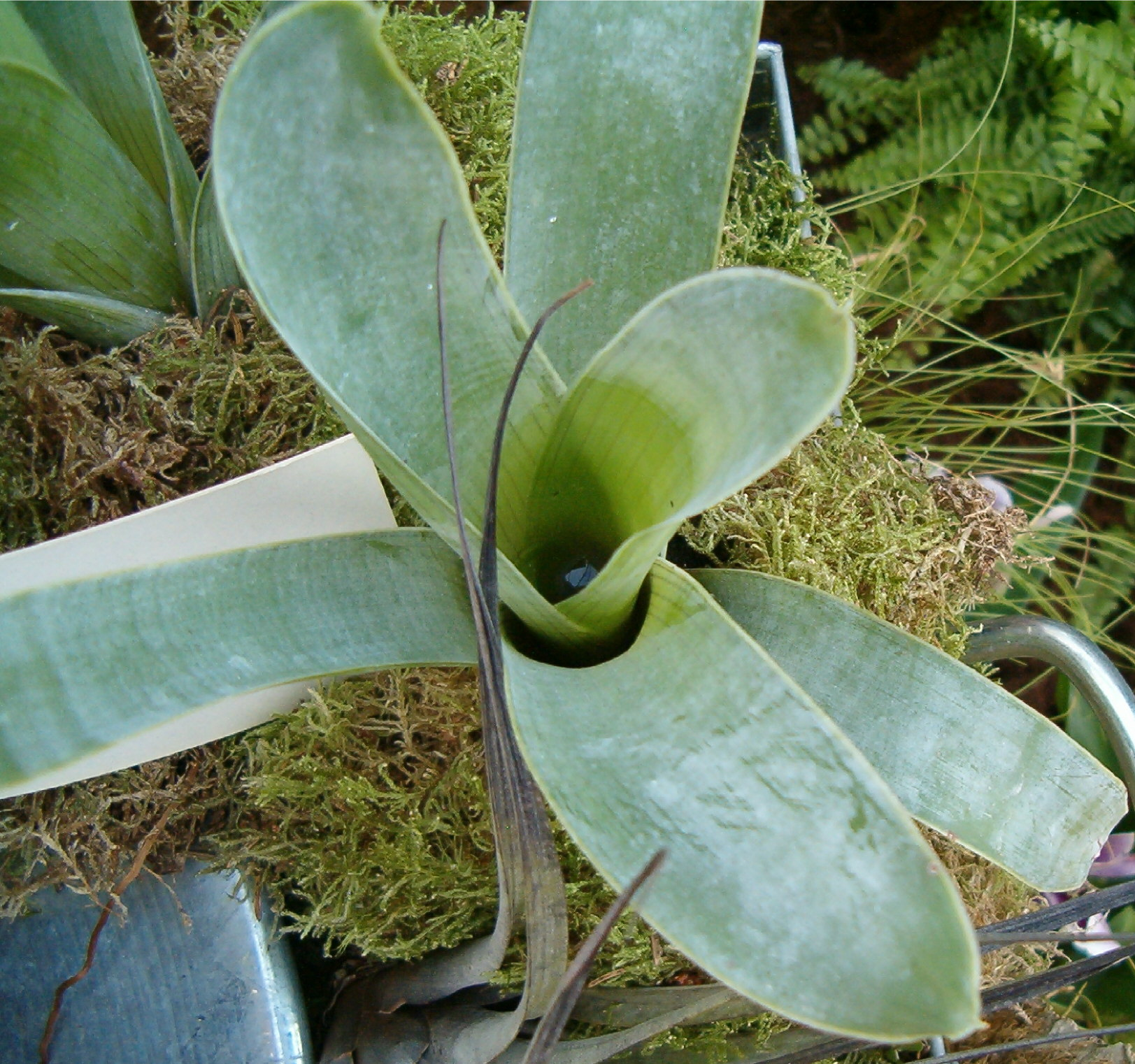
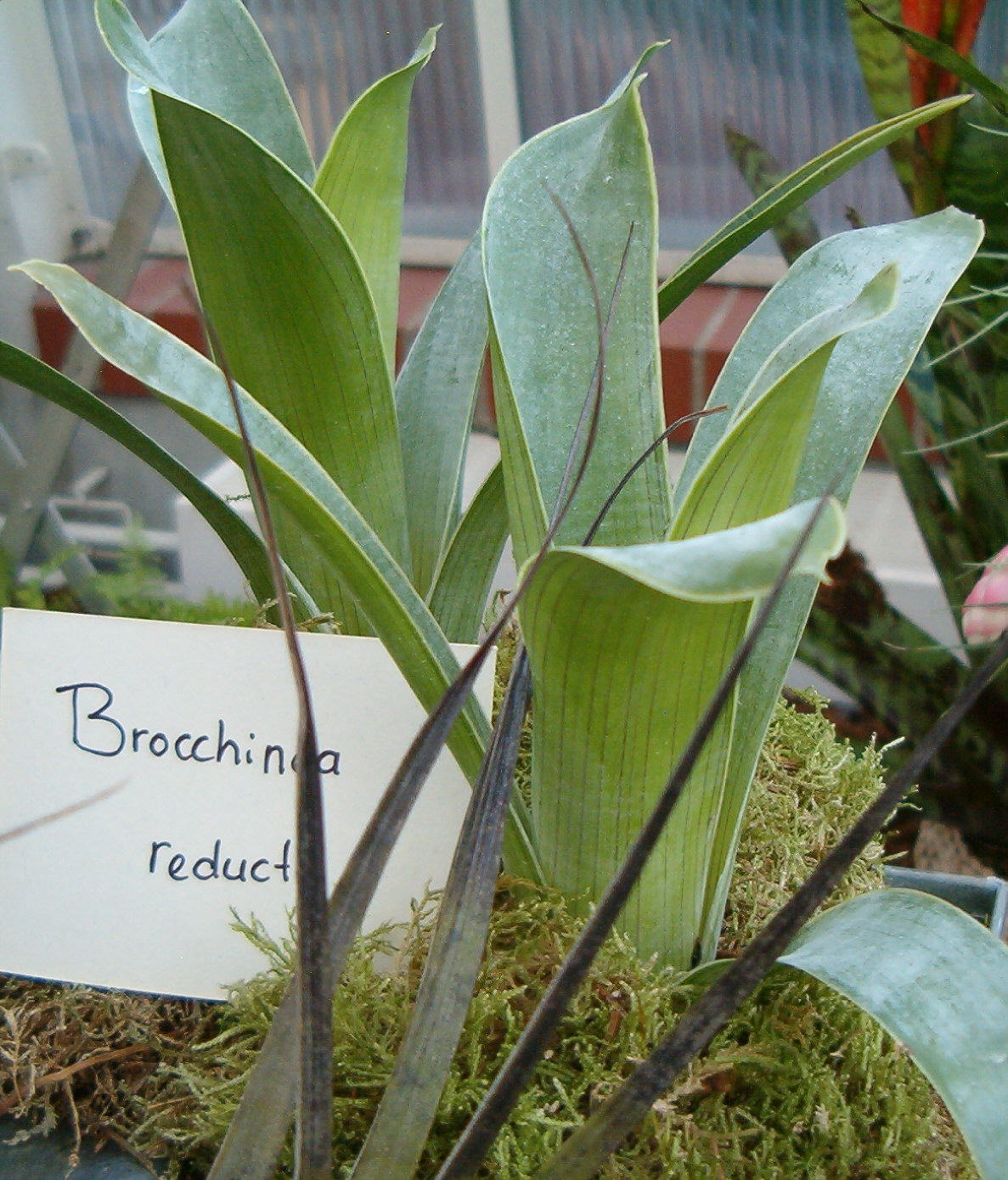
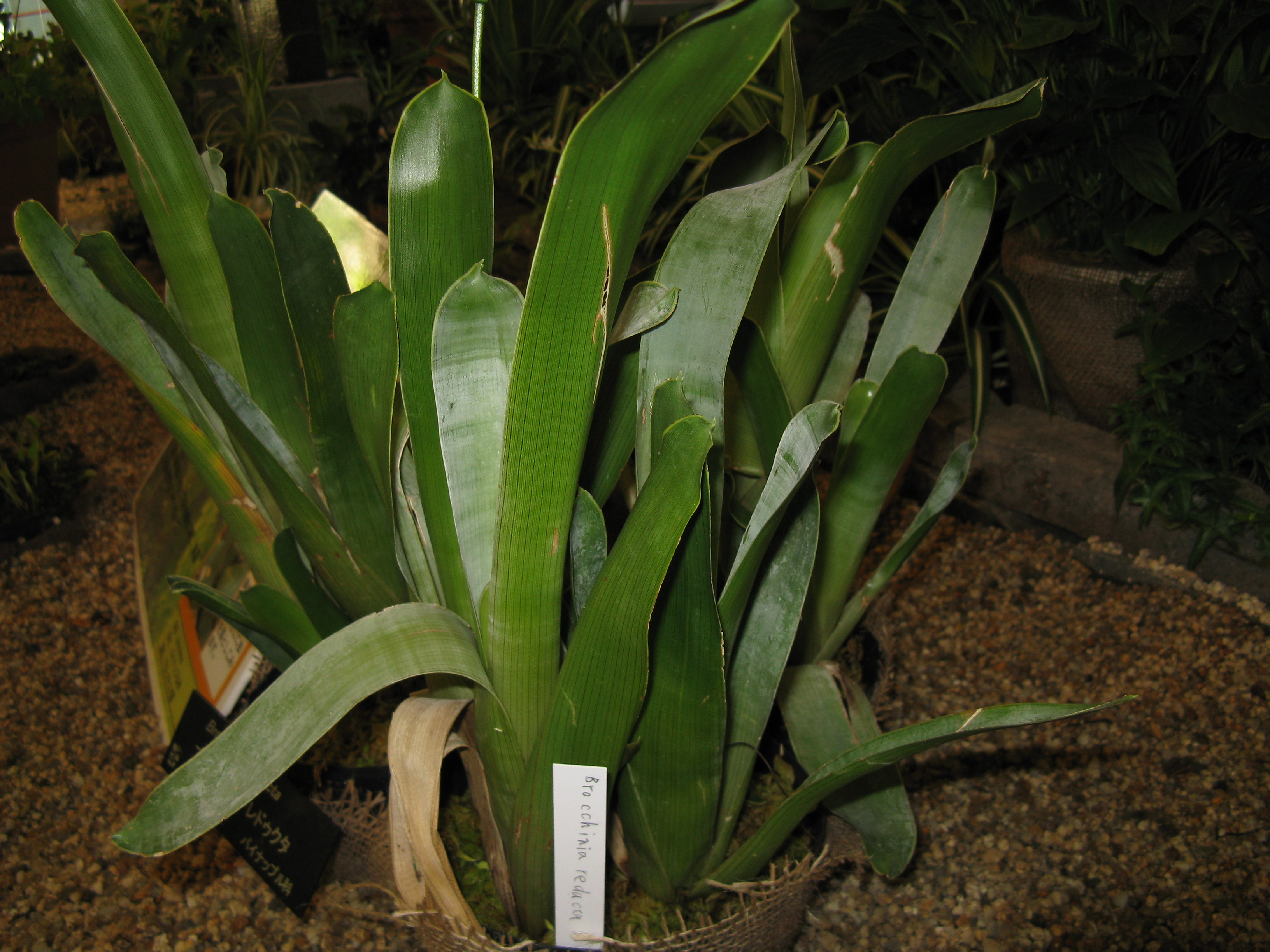